# Doctor Strange in the Multiverse of Madness
Doctor Strange in the Multiverse of Madness és una pel·lícula de superherois estatunidenca del 2022, basada en el personatge Doctor Strange de Marvel Comics, produïda per Marvel Studios i distribuïda per Walt Disney Studios Motion Pictures. És la seqüela de Doctor Strange (2016) i la vint-i-vuitena pel·lícula de l'univers cinematogràfic de Marvel. Escrita per Michael Waldron, la pel·lícula està produïda per Kevin Feige i torna a portar Benedict Cumberbatch al personatge principal, a Elizabeth Olsen com a la bruixa escarlata, Benedict Wong com a Wong, i Chiwetel Ejiofor com a Mordo.
Originalment programada per estrenar-se als Estats Units el 7 de maig de 2021, el llançament de la pel·lícula es va retardar a causa de la pandèmia de coronavirus 2019-2020. Finalment, es va estrenar el 6 de maig de 2022 als Estats Units.

## Personatges
- Benedict Cumberbatch com a Dr. Stephen Strange
- Elizabeth Olsen com a Wanda Maximoff / Scarlet Witch
- Chiwetel Ejiofor com a Karl Mordo
- Benedict Wong com a Wong
- Xochitl Gomez com a America Chavez
- Michael Stuhlbarg com a Nicodemus West
- Rachel McAdams com a Christine Palmer
- Patrick Stewart com a Professor Charles Xavier
- Hayley Atwell com a Peggy Carter / Captain Carter
- Lashana Lynch com a Maria Rambeau / Captain Marvel
- Anson Mount com a Blackagar Boltagon / Black Bolt
- John Krasinski com a Reed Richards

## Estrena
Doctor Strange in the Multiverse of Madness es va estrenar mundialment a Hollywood el 2 de maig de 2022 i es va estrenar als Estats Units el 6 de maig de 2022 en Cinema RealD, IMAX, Dolby Cinema i ScreenX.